# Soliclymenia
Soliclymenia es un género extinto de moluscos ammonites que vivieron durante el Devónico superior. La especie S. paradoxa tenían una concha inusual, enrollada en una forma triangular. otros géneros de ammonites con conchas triangulares incluyen a Kamptoclymenia, Trigonoshumardites y Trigonogastrioceras. La especie Soliclymenia semiparadoxa, la cual solo es conocida de su ejemplar holotipo, es de forma semi-triangular, y sus espirales más internas son circulares. Otras especies de este género, incluyendo a S. solarioides y S. recticostata, tienen una concha enrollada de forma circular.